# Inzing
Inzing település Ausztriában, Tirolban az Innsbrucki járásában található. Területe 19,37 km², lakosainak száma 3 632 fő, népsűrűsége pedig 190 fő/km² (2014. január 1-jén). A település 616 méteres tengerszint feletti magasságban helyezkedik el.

## Fordítás
- Ez a szócikk részben vagy egészben  az   Inzing című angol Wikipédia-szócikk ezen változatának fordításán alapul.  Az eredeti cikk szerkesztőit annak laptörténete sorolja fel. Ez a jelzés csupán a megfogalmazás eredetét és a szerzői jogokat jelzi, nem szolgál a cikkben szereplő információk forrásmegjelöléseként.